# Stara Nova vas
Stara Nova vas – wieś w Słowenii, w gminie Križevci. W 2018 roku liczyła 350 mieszkańców.